# Euagathis punctata
Euagathis punctata är en stekelart som beskrevs av Szepligeti 1902. Euagathis punctata ingår i släktet Euagathis och familjen bracksteklar. Inga underarter finns listade i Catalogue of Life.